# KT스카이라이프
KT스카이라이프(KT Skylife) 또는 스카이라이프(Skylife)는 모기업인 KT의 자회사로서, 서울특별시 마포구 상암동에 본사를 둔, 방송법에 근거한 디지털 위성방송 사업자로 2002년 3월 1일에 정식 출범하였다.
무궁화 위성을 통해 한반도 전역에 100% 디지털 방송 신호를 송출하는 방식으로, 기존 아날로그 방송에 비해 화질이 우수하며, 케이블TV의 서비스가 안 되는 산세가 험한 산간 벽지나 도서 지역 난시청 해소에 큰 도움을 주고 있다.
더욱이, 디지털 신호 방식의 수신 제한 시스템(Conditional Access System)을 전제로 시청 등급 및 채널 단위별로 비밀번호를 설정하여 성인 프로그램으로부터 어린이 및 청소년을 보호하는 청소년 보호 장치의 일종인 키즈 케어 및 안심 채널 서비스를 실질적으로 구현하고 있다.
위성 신호 방식을 사용하기 때문에 날씨의 영향을 받는다는 단점이 있지만, 2013년 12월부터 충청남도 금산에 위치한 위성 지구국인 주송신국을, 경기도 용인에 부송신국을 두고 백업하는, 이중화 방식으로 운용하면서 위성 가용률을 99.99%까지 끌어올렸다. 실제로 방송 송수신이 불가능하는 시간은 지역마다 상이하기 때문에, 연평균 4~5시간 가량이므로, 도심지역의 빌딩 및 도로 관련 시설물 등에 의한 수신장애로 불가피하게 다수의 음영지역이 존재하는 경우가 허다하다.
한편 2004년 7월 방송위원회(현 방송통신위원회, 방송통신심의위원회)가 발표한 '방송채널정책운용방안'에 따라 디지털 위성방송의 지상파 채널 재송신이 허용되었고, 2005년 2월부터 지상파 재송신 방송을 시작하였다. 이후 2006년 11월에는 비디오테이프 없이 생방송을 직접 녹화하는 PVR 서비스 'SkyPVR'을 국내 최초로 상용화하였고, 2009년 8월 실시간 위성방송과 IPTV의 VOD 서비스가 결합되어, KT 결합 상품 가입자에게 요금 할인 혜택 등 경제적 이익을 제공하는 'QOOK TV Skylife'(현 지니TV 스카이라이프)를 출시하였다.
2010년 1월 세계 최초 24시간 3D 전문채널인 ‘Sky3D'를 개국하여 약 4년간 운영했다. 2014년 6월 24시간 UHD 전용 채널인 ’SkyUHD'를 개국했으며 같은 해 10월 100% HD 채널로 재배치하였다.
2021년 10월 1일, 주식회사 현대HCN과 인수해, HCN로 변경되었다.

## 연혁

### 2000년대
- 2000년
  - 12월 19일: 위성방송 사업자 선정 (KDB 컨소시엄)
- 2001년
  - 1월 12일: 한국디지털위성방송 주식회사 법인 설립등기(본사: 서울특별시 양천구 목동 924)
  - 3월 30일: 회사 창립
  - 6월 26일: 본사를 서울특별시 종로구 종로 47(공평동 100) 제일은행본점 14, 15층으로 이전
- 2002년
  - 3월 1일: 본방송 개시
- 2003년
  - 3월 31일: 어린이 영어교육채널 키즈톡톡 개국(현, 키즈톡톡 플러스)
  - 5월 21일: 쌍방향 방송 서비스 SkyTouch 및 대한민국 방송업계 최초 돌비 5.1채널 서비스 개시
  - 9월 29일: HD 텔레비전 본방송 개시
  - 11월 1일: T-커머스 서비스 개시
- 2004년
  - 2월 26일: 대한민국 최초 24시간 HD 전문채널 Sky HD운영사 한국HD방송㈜ 설립
  - 3월 24일: 대한민국 방송 최초 쌍방향 선거방송 실시
  - 11월 8일: 대한민국 방송 최초 연동형 데이터 방송 개시
  - 12월 14일: 지상파 방송 권역별 재송신 협정서 제출
- 2005년
  - 2월 22일: 지상파 방송 권역별 재송신 본방송 개시
  - 9월 1일: 대한민국 방송 최초 연동형 쌍방향 광고 개시
- 2006년
  - 4월 29일: 스카이라이프와 소니픽처스텔레비전인터내셔널(SPTI)이 공동으로 애니맥스를 설립
  - 6월 14일: 조선민주주의인민공화국에 2006년 독일 월드컵 경기 원본 영상을 제공
  - 11월 20일: 대한민국 최초 PVR서비스 SkyPVR 출시
  - 11월 26일: 지역 MBC 연합 슈퍼스테이션 채널 MBC NET 방송 개시
- 2007년
  - 2월 24일: 가입자 200만 가구 돌파
  - 5월 23일: 대한민국 최초 영어 전용 패키지 출시
  - 7월 18일: 대한민국 최초 쌍방향 광고 실시
  - 11월 26일: 위성 공시청 규칙(SMATV) 개정 발표
- 2008년
  - 3월 10일: 인큐베이팅 채널 SkyRainbow 방송 개시
  - 4월 1일: 다(多)채널 HD방송 개시 (H.264 기술 기반)
  - 12월 9일: 본사를 서울특별시 양천구 목동 918-1 kt목동지점 6, 7층으로 이전.
- 2009년
  - 8월 1일: 올레 TV 스카이라이프(KT OTS 결합 상품)를 출시

### 2010년대
- 2010년
  - 1월 1일: 세계 최초 24시간 3D 전문 채널 Sky3D 방송 개시
  - 4월 1일: KT그룹으로 편입
  - 12월 29일: 고화질위성방송,3D방송겸용 통신위성 무궁화6호(올레1호) 발사 및 서비스 운영
- 2011년
  - 3월 30일: 사명을 한국디지털위성방송 주식회사에서 KT의 자회사인 주식회사 KT스카이라이프로 변경
  - 12월 26일: KT스카이라이프와 한국전자통신연구원(ETRI) 공동연구로 자연재해 강한 채널 적응용 스케일러블 위성방송서비스 기술 운영.
- 2012년
  - 7월 1일: HDONE,SKYEN,SKYHD에서 채널N, 디 엠 개국
  - 9월 1일: 신규 프로그램 편성.(채널원)
- 2013년
  - 3월 31일: 어린이 영어교육채널 키즈톡톡플러스 개국 10주년
  - 11월 15일: 본사를 서울특별시 마포구 상암산로 48-6 (상암동)으로 이전.
  - 12월 2일: 세계최초 UHD 전용 셋톱박스 출시
  - 12월 17일: KT스카이라이프 주송신국 충남 금산으로 이전
- 2014년
  - 3월 28일: 이남기 제6대 대표이사 취임
  - 8월 1일: 채널N, 디엠, 채널T, 채널IT, 채널원, SkyPlus, 휴 채널에서 SkyDrama, SkySports, SkyTravel, SkyICT, SkyEnt, SkyGuide, SkyHealing 개국
  - 10월 6일: 시각 예술 전문채널 SkyA&C와 반려 동물 전문채널 Sky Pet park 개국
- 2015년
  - 1월 31일: 본사를 현 위치인 서울특별시 마포구 매봉산로 75 (상암동)로 이전.
  - 3월 9일: 대한수의사회와 MOU 체결
- 2017년
  - 7월 23일: 이동체 TV 상품 브랜드 '스카이라이프LTE' 론칭 (SLT는 스카이라이프 고품질의 실시간 위성방송에 KT의 LTE 기술을 결합한 차량형 위성방송)
- 2018년
  - 8월 30일: KT스카이라이프 슈퍼HD(SHD) 위성방송 송출
  - 9월 7일: KT스카이라이프 무궁화7호 위성으로 국내 최초로 4K Ultra HD(초고화질) 위성방송 상용화
  - 9월 20일: KT스카이라이프 IBC 2018 참가 구글 안드로이드TV존 시연
  - 10월 1일: KT스카이라이프 TV+인터넷 결합상품 30% 약정할인
- 2019년
  - 1월 2일: 안드로이드UHD 2.0 셋톱박스 출시
  - 2월 11일: 인공지능(AI) 위성방송 '기가지니2 스카이라이프' 출시
  - 4월 10일: 방송상품 전문 쇼핑몰 '십분(10BOON)' 론칭
  - 4월 25일: '토핑'처럼 간편히 추가하는 OTT제휴서비스 출시
  - 5월 16일: 스카이라이프 알뜰요금제 'sky모바일' 출시
  - 6월 30일: 세계최초 유료방송과 구글 AI의 만남, 'skylife AI' 출시
  - 10월 3일: 이동체 TV 상품 브랜드 '스카이오토' 론칭

### 2020년대
- 2021년
  - 10월 1일: 케이블방송사업자인 현대HCN과 인수, 사명을 HCN로 변경
- 2022년
  - 3월 1일: 스카이라이프 본방송 20주년
- 2023년
  - 3월 31일: 양춘식 제7대 대표이사 취임
- 2024년
  - 3월 29일: 최영범 제8대 대표이사 취임
- 2025년
  - 3월 1일: HCN과 스카이TV 사명을 KT HCN과 KT ENA로 변경
  - 7월 15일: 새로운 IPTV 서비스인 ipit TV와 ipit TV_H 출시

## 스카이라이프 요금제

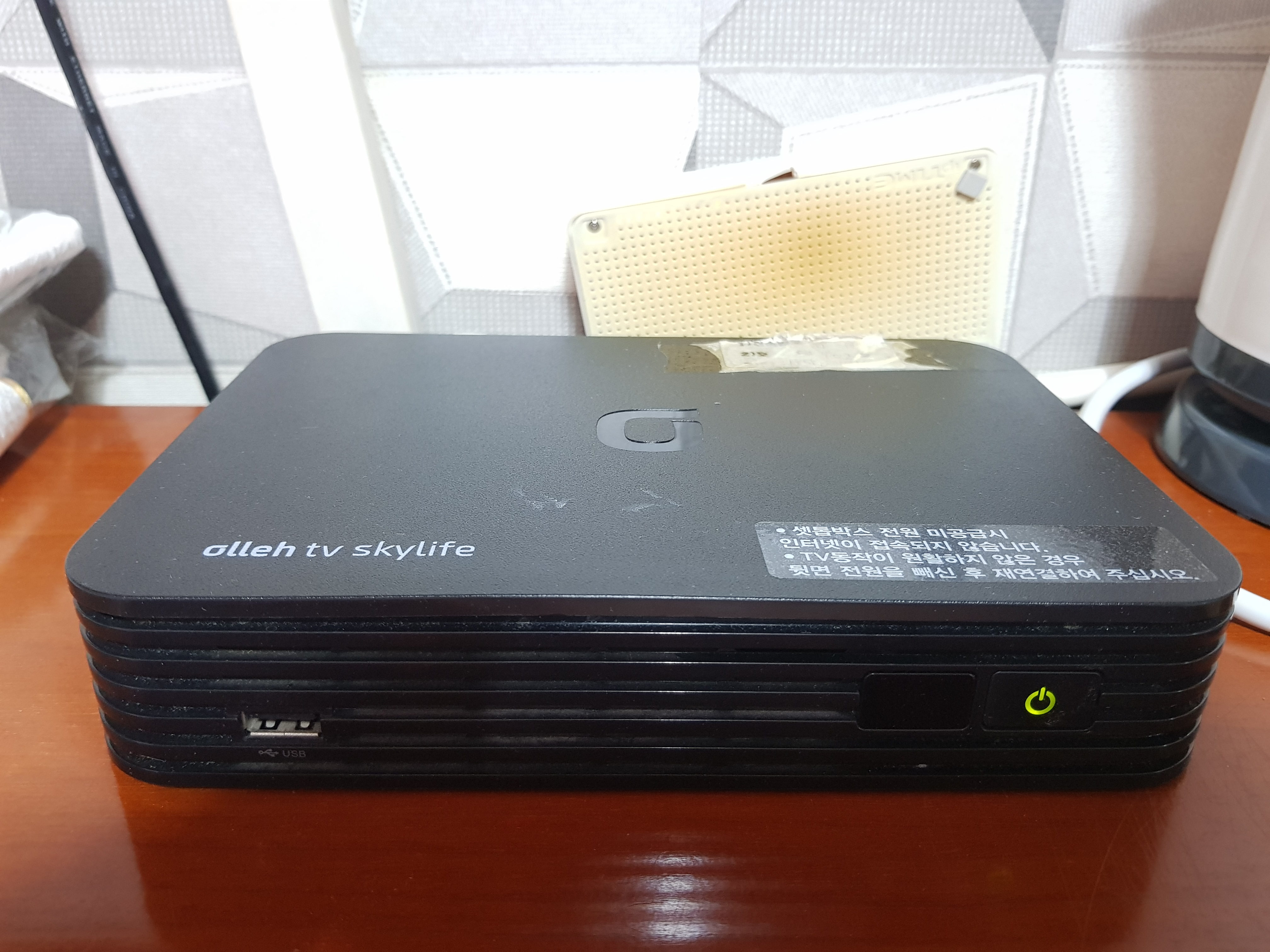
지니TV 스카이라이프 셋톱박스

디지털 위성방송 서비스 스카이라이프에서 제공하는 주요 방송 서비스는 다음과 같다.
- SKY PVR: 대한민국 최초의 생방송 자동녹화 서비스.
- 스카이라이프HD : 대한민국 유일의 24시간 HD텔레비전방송 서비스. 2008년 4월부터는 여러 채널로 확대되었다.(현재 IP인터넷으로 수신불가 위성안테나만 사용한다. 지금은 sky 베이직으로 변경되었다. )
- 스카이오토: 위성방송과 KT LTE기술과 끊김 없는 스카이라이프 차세대 이동형 방송 서비스(현재 채널이 47개만 있다고 사용한다 나머지는 추가로 채널를 늘어난 예정이다.)
- 스카이라이프UHD : 4K Ultra HD(초고화질) 방송 서비스.
- 스카이라이프 안드로이드 UHD : 구글의 안드로이드 OS를 기반으로 하는 4K Ultra HD(초고화질) 방송 채널과 국내 최다 OTT 서비스를 제공.
- 지니TV 스카이라이프 UHD : 고화질 위성방송과 국내 최다 OTT 서비스를 제공(현재 기존에 사용했던 위성안테나를 인터넷 IP망으로 수신이 가능하므로, 결합 상품 요금 할인 등 경제적 이익을 제공하는 KT 제휴 서비스)
- 아이핏티비 :
- 스카이 터치: 대한민국의 쌍방향 방송 서비스
- 프리미엄 유료 채널 서비스 : 부가 서비스에 속하는 일종의 프리미엄 유료 채널 서비스이므로, 가입자의 선택에 따라 기본료 외에 채널 단위로 별개의 시청료를 따로 지불해야 시청 가능하며, 주로 캐치온(유료 영화 채널) 및 성인전문채널(플레이보이TV, 미드나잇채널, Viki 등) 서비스가 해당 되므로, 청소년 보호법상 만 19세 이상의 성인 가입자가 상품을 별개로 선택할 수 있지만, 수신 장치에 미성년자의 수신 제한을 위한 보안 시스템(수신 제한 시스템)이 장착된다.
- 쌍방향 상품: 플래티넘(스카이초이스 포함), 골드플러스, 레드('성인'추가), 그린(기본).
- 스카이라이프 ipit TV: KT의 인터넷 프로토콜 전송 방식으로 일정한 서비스 품질이 보장되는 가운데, 위성방송 가입자에게 실시간 방송 프로그램을 비롯한 각종 멀티미디어 콘텐츠를 복합적으로 제공하는 기술 중립성 방송 서비스.

## 스카이라이프 수신 방식
- IF(공동) 수신 방식 : 아파트 및 다세대 주택 옥상 등에 공동 수신 안테나가 설치 되어 있는 경우, 별도의 댁내 안테나 설치 없이 TV 시청이 가능하므로, 아파트 관리 사무소 측과 아파트 입주민과의 구체적인 협의가 이루어져야만 설치가 가능하다.
- DCS 수신 방식 : SkyLife 인터넷(또는 KT 인터넷) 사용 시, DTH 접시형 안테나 설치 없이 위성 신호를 IP 네트워크 신호로 변환하여 인터넷 데이터 전송망을 통해서, 아파트 등 다세대 주택에 설치 가능한 방식이다(인천 옹진군을 제외한 수도권 및 5대 광역시 일부 지역에만 국한되어 있음).
- 기술중립성 방식 : IPTV 방식을 기반으로, 기상 악화에 따른 품질 저하 문제를 해결하기 위해 위성방송의 구조적 한계를 극복하여, UHD급 초고화질 콘텐츠를 복합적으로 제공하는 방송 서비스이다.

## 같이 보기
- skyTV